# Che Sin-yu
Che Sin-yu (* 2. März 2005) ist eine Tennisspielerin aus Hongkong.

## Karriere
Che spielt überwiegend Turniere auf der ITF Women’s World Tennis Tour, bei denen sie bislang aber noch keinen Titel gewinnen konnte.
Seit 2023 spielt Che für die Fed-Cup-Mannschaft von Hongkong, wo sie bei bislang einer Nominierung von ihren drei Begegnungen zwei Doppel gewinnen konnte und ein Einzel verlor.